# Kevin Harmse
Kevin Mitchell Harmse (ur. 4 lipca 1984 w Johannesburgu) – kanadyjski piłkarz występujący na pozycji obrońcy lub pomocnika.

## Kariera klubowa
Harmse urodził się w Republice Południowej Afryki, ale karierę rozpoczynał w kanadyjskim klubie Roman Tulis School. W 2002 roku trafił do Vancouver Whitecaps. W 2003 roku podpisał kontrakt z norweskim Tromsø IL. 3 sierpnia 2003 w przegranym 0:4 meczu z Vikingiem zadebiutował w pierwszej lidze norweskiej.
W 2004 roku Harmse powrócił do Vancouver Whitecaps. W 2005 roku został graczem słowackiego klubu FC Nitra. W 2007 roku odszedł do amerykańskiego Los Angeles Galaxy. W MLS zadebiutował 13 kwietnia 2007 w przegranym 1:2 spotkaniu z FC Dallas. 29 kwietnia 2007 w wygranym 3:1 meczu z CD Chivas USA strzelił pierwszego gola w MLS.
W 2008 roku przeszedł do innego zespołu MLS – Toronto FC. Pierwszy ligowy mecz zaliczył tam 29 marca 2008 przeciwko Columbus Crew (0:2). W Toronto występował przez półtora sezonu. W tym czasie zagrał tam w 28 ligowych meczach.
W 2009 roku podpisał kontrakt z CD Chivas USA, również grającym w MLS. Następnie występował w zespołach Vancouver Whitecaps FC oraz San Antonio Scorpions. W 2013 roku zakończył karierę.
W MLS rozegrał 48 spotkań i zdobył 1 bramkę.

## Kariera reprezentacyjna
W reprezentacji Kanady Harmse zadebiutował 25 marca 2007 w wygranym 3:0 towarzyskim meczu z Bermudami. Również w 2007 roku został powołany do kadry na Złoty Puchar CONCACAF. Wystąpił na nim w meczach z Kostaryką (2:1), Gwadelupą (1:2) oraz Haiti (2:0), Kanada zaś zakończyła turniej na półfinale.
W 2009 roku Harmse ponownie był uczestnikiem Złotego Pucharu CONCACAF, jednak tym razem nie zagrał na nim ani razu, a Kanada dotarła do ćwierćfinału turnieju.
W latach 2007–2008 w drużynie narodowej rozegrał 9 spotkań.